# Russula atroviridis
Russula atroviridis är en svampart som beskrevs av Buyck 1990. Russula atroviridis ingår i släktet kremlor och familjen kremlor och riskor.   Inga underarter finns listade i Catalogue of Life.